# Katsuya Ishihara
Katsuya Ishihara (født 2. oktober 1978) er en japansk fodboldspiller.
Han har spillet for flere forskellige klubber i sin karriere, herunder Ventforet Kofu.